# 斯科特·坦科克
斯科特·坦科克（英語：Scott Tancock；1993年12月29日—）是一位威爾士足球運動員。在場上的位置是後衛。他現在效力於英格蘭足球超級聯賽球隊斯旺西城足球俱樂部。他也代表威爾士U21國家隊參賽。

## 外部連結
- 足球数据库：斯科特·坦科克的球员统计数据